# Cryptographis aroalis
Cryptographis aroalis là một loài bướm đêm trong họ Crambidae.